# Lykele Muus
Lykele Muus (Utrecht, 9 maart 1987) is een Nederlandse acteur en schrijver. 

## Studie
Muus studeerde in 2011 af aan de Amsterdamse Toneelschool & Kleinkunstacademie.

## Privé
Muus heeft een dochter uit een relatie met actrice Melissa Drost, met wie hij tussen 2011 en 2017 samen was.

## Filmografie
| Film       | Film                           | Film                               | Film             |
| Jaar       | Productie                      | Rol                                | Opmerkingen      |
| ---------- | ------------------------------ | ---------------------------------- | ---------------- |
| 2012       | Bellicher: Cel                 | Jonse                              | bijrol           |
| 2014       | Nicht mein Tag                 | Einsatzleiter                      | bijrol           |
| 2014       | Kris Kras                      | verhuizer                          | bijrol           |
| 2014       | Amsterdam Express              | Johan                              | bijrol           |
| 2014       | Lucia de B.                    | journalist                         | bijrol           |
| 2015       | Publieke Werken                | Halink                             | bijrol           |
| 2016       | Dark Machine                   | Viktor Prins                       | hoofdrol         |
| 2017       | De terugkeer van de wespendief | ober                               | bijrol           |
| 2017       | Wachtkamer                     | vader                              | bijrol           |
| 2017       | Weg van Jou                    | Lennaert                           | hoofdrol         |
| 2019       | De libi                        | strandtenteigenaar                 | bijrol           |
| 2019       | 7-OD                           | Simon                              | hoofdrol         |
| 2021       | De zitting                     | Alex Wittermans                    | hoofdrol         |
| 2021       | Alles op tafel                 | Bas ex van Fenna                   | bijrol           |
| 2024       | Rokjesnacht                    | Aldo                               | hoofdrol         |
| Televisie  |                                |                                    |                  |
| Jaar       | Productie                      | Rol                                | Opmerkingen      |
| 2013       | Bellicher                      | Jonse                              | gastrol 5 aflev. |
| 2014       | Ramses                         | Jaap, Verpleger Wim Tepe           | gastrol 1 aflev. |
| 2015       | Jeuk                           | Lykele                             | gastrol 1 aflev. |
| 2015       | Danni Lowinski                 | Sander                             | gastrol 1 aflev. |
| 2015-2016  | Missie Aarde                   | Thijs                              | hoofdrol         |
| 2016       | Icarus                         | dokter                             | gastrol 1 aflev. |
| 2016       | De Zaak Menten                 | Mark de Boer                       | gastrol 2 aflev. |
| 2016       | Centraal Medisch Centrum       | Sam de Boer                        | gastrol 3 aflev. |
| 2016       | Nachtwacht                     | De Tijdrover                       | gastrol 1 aflev. |
| 2017       | B.A.B.S.                       | Kai                                | gastrol 1 aflev. |
| 2017       | Klem                           | Sander Jonkers                     | gastrol 7 aflev. |
| 2017       | De comeback                    | Audience member                    | gastrol 1 aflev. |
| 2017       | Flikken Rotterdam              | Sander Voskuil                     | gastrol 2 aflev. |
| 2017       | De Spa                         | sollicitant                        | gastrol 1 aflev. |
| 2018       | Zuidas                         | Aron Stek                          | gastrol 1 aflev. |
| 2018       | Joardy Sesan                   | collega 1                          | gastrol 1 aflev. |
| 2019       | DNA                            | advocaat                           | gastrol 1 aflev. |
| 2019       | Stanley H.                     | Akersloot                          | gastrol 1 aflev. |
| 2019       | Keizersvrouwen                 | Charles                            | gastrol 1 aflev. |
| 2020       | Vliegende Hollanders           | Koene Dirk Parmentier              | gastrol 5 aflev. |
| 2020       | Meisje van plezier             | Lennart                            | gastrol 1 aflev. |
| 2020       | Kerstgezel.nl                  | vader Noah                         | gastrol 2 aflev. |
| 2020-2023  | Dertigers                      | Bart                               | hoofdrol         |
| 2021       | Nieuw zeer                     | diverse rollen                     | gastrol 4 aflev. |
| 2021       | Thuisfront                     | Jeroen Leenders                    | gastrol 4 aflev. |
| 2021       | Sas heeft een SOA              | Lucas                              | gastrol 1 aflev. |
| 2022       | Het jaar van Fortuyn           | Paul Witteman                      | gastrol 1 aflev. |
| 2022       | Five Live                      | Philip Zonderman werkzaam op de IC | gastrol 3 aflev. |
| 2023       | Cast                           | Tom de Koning                      | hoofdrol         |
| 2023–heden | Eén grote familie              | Taco van Heijningen                | hoofdrol         |

## Boeken
- 2015 - Eland (Nijgh & van Ditmar)
- 2019 - We doen wat we kunnen (Nijgh & van Ditmar)
- 2021 - Zo kan het dus ook (Uitgeverij Muus)

## Televisieoptredens
| Jaar      | Productie       |
| --------- | --------------- |
| 2018      | De Slimste Mens |
| 2019-2020 | M               |
| 2024      | Weet Ik Veel    |

## Schrijver van films en televisieseries
| Jaar       | Productie   |
| ---------- | ----------- |
| 2015       | Bluf        |
| 2017       | De comeback |
| 2021       | De zitting  |
| 2021-heden | Dertigers   |

## Theater
In 2011 richtte hij samen met Wouter Zweers het theatercollectief Hartenjagers op. 
| Jaar      | Productie                         | Rol                  | Producent                             |
| --------- | --------------------------------- | -------------------- | ------------------------------------- |
| 2005-2006 | Lord of The Flies                 | Bill                 | Poldertheater                         |
| 2006-2007 | Punk                              |                      | Theatergroep Grenz                    |
| 2009-2010 | De club                           |                      | Frascati Producties                   |
| 2009-2010 | Don Q (at Your Service)           | Ferdi Schoenmakers   | Stichting Theater Het Amsterdamse Bos |
| 2010-2011 | Human cargo                       | auteur               | De Toneelmakerij                      |
| 2010-2011 | Reuf                              | auteur               | Pepijn Schoneveld                     |
| 2010-2011 | De storm                          | auteur               | De Toneelmakerij                      |
| 2010-2011 | Botter                            | auteur               | Stichting nieuwe helden               |
| 2010-2011 | Het meisje met het rode haar      | Arend                | Toneel Haarlem                        |
| 2010-2011 | Iedereen behalve ik               | auteur               | Theaterschool                         |
| 2011      | Wij vieren                        | auteur en uitvoering | Hartenjagers                          |
| 2011-2012 | Spuiten en slikken in het theater | auteur               | REP Theater                           |
| 2011-2012 | Humungus                          |                      | Stichting Nachtgasten                 |
| 2012-2013 | King Lear                         |                      | Het Toneel Speelt                     |
| 2013      | Herfst                            | auteur en uitvoering | Hartenjagers                          |
| 2013-2014 | War Horse                         | Captain Stewart      | Circustheater Carré                   |
| 2014      | Meneer jongetje                   | auteur               | Pepijn Schoneveld                     |
| 2015-2016 | De therapiegeneratie              | auteur               | Hartenjagers                          |
| 2017-2018 | Neelie!                           | Simon Suiker         | Theatergroep Suburbia                 |

- Gemeinsame Normdatei: 1079424091
- International Standard Name Identifier: 0000 0004 5251 3406
- Library of Congress Control Number: n2020068361
- Nederlandse Thesaurus van Auteursnamen: 391792407
- Virtual International Authority File: 52144897955150201996